# Saint-Dionisy
Saint-Dionizy är en kommun i departementet Gard i regionen Occitanien i södra Frankrike. Kommunen ligger i kantonen Sommières som tillhör arrondissementet Nîmes. År 2022 hade Saint-Dionizy 1 071 invånare.

## Befolkningsutveckling
Antalet invånare i kommunen Saint-Dionizy
Referens:INSEE